# Reuters Ultronics Report
Pour les articles homonymes, voir Reuters (homonymie).
Le Reuters Ultronics Report est le premier service d'information financière associant cotations boursières en temps réel et ensemble des prestations d'une grande agence de presse. Son lancement dans les années 1960 est à l'origine du grand virage de l'histoire de l'Agence Reuters, qui la voit devenir un acteur majeur des marchés financiers.
Ce service permettait à des investisseurs américains d'avoir accès aux cours des actions européennes et réciproquement, en établissant un lien entre les variations de cours et l'éventuelle lien avec des informations diffusées par l'agence de presse Reuters (crise des missiles de Cuba, attentat contre Kennedy, indépendance des colonies françaises, etc.).

## Origine
En 1962, le patron de la branche économie de Reuters, Michael Nelson, entend parler de spéculations boursières sur des innovations technologiques lancées à New York par l'ingénieur américain Jack Scantlin. Il tente de négocier avec sa société Scantlin Electronics un accord commercial permettant de mettre à disposition des clients de Reuters le nouveau service Quotron, qui permet de consulter des cours de Bourse sur un mini-boitier.
Michael Nelson échoue mais se tourne en 1963 vers une petite société concurrente, Ultronics Systems, dont le produit Stockmaster offre les mêmes fonctions. Comme le conseil d'administration de Reuters refuse d'investir, c'est Ultronics Systems qui avancera l'argent, d'autant que les fonds de capital-risque lui font les yeux doux. En contrepartie, la jeune société empoche la moitié des bénéfices, alors que Reuters apporte l'essentiel des clients. L'accord a « introduit Reuters dans le domaine de l'informatique et des pratiques d'affaires américaines » selon Michael Nelson. Résultat, un bénéfice de 1,1 million de sterling dès 1975 contre une perte de 57000 sterling (1,4 % du chiffre d'affaires) en 1964.

## Nouvelle étape en 1967
Trois ans après l'accord avec Ultronics Systems, en 1967, GTE se substitue à AT&T, pour fournir les lignes transatlantiques qui font le succès du produit. En plus des informations européennes, Reuters propose alors aux clients américains du Stockmaster, 
ses propres informations économiques, mais aussi générales, sur les États-Unis, en embauchant des reporters. La même année, l'accord d'échange de nouvelles avec Associated Press et Dow Jones and Company est résilié. La langue anglaise et l'intérêt commun pour la Bourse rapprochent ce vaste réseau de clients, des deux côtés de l'Atlantique, à qui il sera facile de vendre en 1971, le Money Monitor pour spéculer sur le grand marché des devises créé par la fin de la convertibilité du dollar en or.